# Гейл Сондергард
Гейл Сондергард (на английски: Gale Sondergaard) е американска актриса. 

## Биография
Едит Холм Сондергаард е родена на 15 февруари 1899 г. в град Личфийлд, Минесота, в семейството на датско-американски имигранти, Ханс Сондергаард (роден Ханс Телесен Шмит Сондергаард) и Анна Кърстин Сондергаард (роден Холм). Баща й е преподавал в университета в Минесота, където тя е била студентка по драма. 

### Кариера
Гейл Сондергард започва актьорската си кариера в театъра и напредва във филми през 1936 г. Тя е първата получателка на наградата Оскар за най-добра поддържаща женска роля за дебюта си в киното в „Антъни Нещастният“ (1936). Тя редовно играе поддържащи роли във филми в края на 1930-те и 1940-те години, включително „Котката и канарчето“ (1939), „Белегът на Зоро“ (1940) и „Писмото“ (1940). За ролята си в „Анна и кралят на Сиам“ (1946) тя е номинирана за втори път за награда за най-добра поддържаща актриса на Академията. След края на 1940-те години нейната екранна работа рязко приключва за следващите 20 години. Тя подкрепя съпруга си Хърбърт Биберман, когато е обвинен в комунизъм и е обявен за един от холивудските десет в началото на 1950-те години. Тя се премества с Биберман в Ню Йорк и работи в театъра, а от края на 1960-те години епизодично играе във филми и телевизията.

### Личен живот
Гейл Сондергард за първи път се омъжва за актьора Нийл О'Мали, те се развеждат през 1930 г. На 15 май 1930 г. във Филаделфия, Пенсилвания тя се омъжва за Хърбърт Биберман, театрален режисьор свързан тогава с актьорската трупа на Театралната гилдия, става и филмов режисьор, умира през 1971 г.  Те осиновяват две деца, Джоан Кирстин Биберман (по мъж Кампос (1940-1965), самоубийство) и Даниел Ханс Биберман (р. 1941). 

### Смърт
Гейл Сондергард умира след няколко инсулта от мозъчно-съдова тромбоза в болницата за кино и телевизия в Уудленд Хилс, Калифорния, през 1985 г., на 86 години. 

## Избрана филмография
| Година | Филм                 | Оригинално заглавие    | Роля            | Режисьор      |
| ------ | -------------------- | ---------------------- | --------------- | ------------- |
| 1936   | Антъни Нещастният    | Anthony Adverse        | Фейт Палеологус | Мървин Лерой  |
| 1937   | Животът на Емил Зола | The Life of Emile Zola | Луси Драйфус    | Уилям Дитерле |